# Округ Френклин (Мисури)
Округ Френклин (енгл. Franklin County) је округ у америчкој савезној држави Мисури.

## Демографија
По попису из 2010. године број становника је 101.492, што је 7.685 (8,2%) становника више него 2000. године.
| Група             | 2000.          | 2010.          |
| Белци             | 90.993 (97,0%) | 97.390 (96,0%) |
| Афроамериканци    | 882 (0,9%)     | 854 (0,8%)     |
| Азијати           | 249 (0,3%)     | 413 (0,4%)     |
| Хиспаноамериканци | 678 (0,7%)     | 1.397 (1,4%)   |
| Укупно            | 93.807         | 101.492        |